# Мирзабеков, Махмуд Ахиятович
Махмуд Ахиятович Мирзабеков (8 июня 2000) — российский тайбоксер. Призёр чемпионата России.

## Карьера
Воспитанник школы тайского бокса Хасавюрта имени Мавлета Батырова, занимается под руководством Аслана Мамедова. В 2018 году стал чемпионом первых Всероссийские студенческие игры боевых искусств. В сентябре 2019 года ему было присвоено звание мастера спорта России. В 2019 году входил в состав сборной России на чемпионате мира в Бангкоке. В ноябре 2019 года в Минске стал бронзовым призёром чемпионата Европы. Бронзовый призёр Кубка России 2020 года в Сочи. В начале декабря 2023 года стало известно, что Махмуд Мирзабеков, в составе сборной России, выступит на Чемпионате Европы, который состоится в турецкой Анталье.

## Достижения
- Чемпионат России по тайскому боксу 2018 — ;
- Всероссийские студенческие игры боевых искусств 2018 — ;
- Чемпионат России по тайскому боксу 2019 — ;
- Чемпионат Европы по тайскому боксу 2019 — ;
- Кубок России по тайскому боксу 2020 — ;
- Чемпионат России по тайскому боксу 2023 — ;